# فرودگاه گورنو-آلتایسک
فرودگاه گورنو-آلتایسک (به روسی: Аэропорт Горно-Алтайск) فرودگاهی عمومی واقع در گورنو-آلتایسک در کشور روسیه است که توسط JSC Gorno-Altayk Airport اداره می‌شود.

## شرکت‌های هواپیمایی و مقصدهای پروازی
| شرکت‌های هواپیمایی                      | مقصدهای پروازی |
| -------------------------------------- | -------------- |
| KrasAvia                               | یملیانو        |
| اس۷ ایرلاینز                           | تولمچوا        |
| اس۷ ایرلاینز اجرا توسط گلوبوس ایرلاینز | دوموده‌دوو      |